# Бар-сюр-Об (округ)
Бар-сюр-Об (фр. Bar-sur-Aube) — округ (фр. Arrondissement) во Франции, один из округов в регионе Шампань-Арденны. Департамент округа — Об. Супрефектура — Бар-сюр-Об.
Население округа на 2006 год составляло 29 799 человек. Плотность населения составляет 25 чел./км². Площадь округа составляет всего 1193 км².